# ウシュ島
ウシュ島（ロシア語: Уш）は、サハリン島（樺太）北部の沖合のサハリン湾にある島。この島より南のサハリン湾はバイカル湾となっている。ウシュ島の南には小さな島がある。サハリン島までの距離は1.5kmでモスカリヴォがこの島に最も近い村落である。
長さ13km、幅2.6km。島は非常に平坦で標高は最高でも13mしかない。行政区画上はロシア連邦のサハリン州の島である。